# Scolopia hazomby
Scolopia hazomby är en videväxtart som beskrevs av Joseph Marie Henry Alfred Perrier de la Bâthie. Scolopia hazomby ingår i släktet Scolopia och familjen videväxter. Inga underarter finns listade i Catalogue of Life.